# Ignacio González
Ignacio María González Gatti (Montevideo, 14 maggio 1982) è un ex calciatore uruguaiano, di ruolo centrocampista.